# تپه گوری شیرزادی
تپه گوری شیرزادی مربوط به عصر آهن است و در شهرستان گیلانغرب، بخش مرکز ی، دهستان چله، ۲۵۰ متری شمال شرقی روستای شیرزادی واقع شده و این اثر در تاریخ ۲۷ اسفند ۱۳۸۶ با شمارهٔ ثبت ۲۲۳۹۷ به‌عنوان یکی از آثار ملی ایران به ثبت رسیده است.